# Manana Doijachvili
Manana Doijachvili (Tbilisi, 5 novembre 1947 – 17 gennaio 2023) è stata una pianista e insegnante georgiana.

## Biografia
Manana Doijachvili entrò al Conservatorio di Stato di Tbilisi a soli 7 anni dove fu allieva di Maria Chavchanidze. Diede il primo concerto pubblico a 9 anni con una composizione di Haydn.
Vinse il Prix Georges Enescu a Bucarest nel 1970.
Nel 1973 divenne insegnante di pianoforte del Conservatorio di Tbilisi, di cui nel 2000 fu nominata direttrice succedendo a Nodar Gabunia, ruolo che ricoprì fino alla morte.
Membro dell'Accademia delle scienze e della cultura di Georgia dal 2001, nel 2005 ricevette il titolo onorario di "Ambasciatrice di Pace'" dalle Nazioni Unite e nel 2010 fu insignita dell'Ordine della Stella della Solidarietà Italiana. Le venne anche conferito il titolo di Chevalier des Arts et des Lettres da parte del governo francese.